# Peninj 1

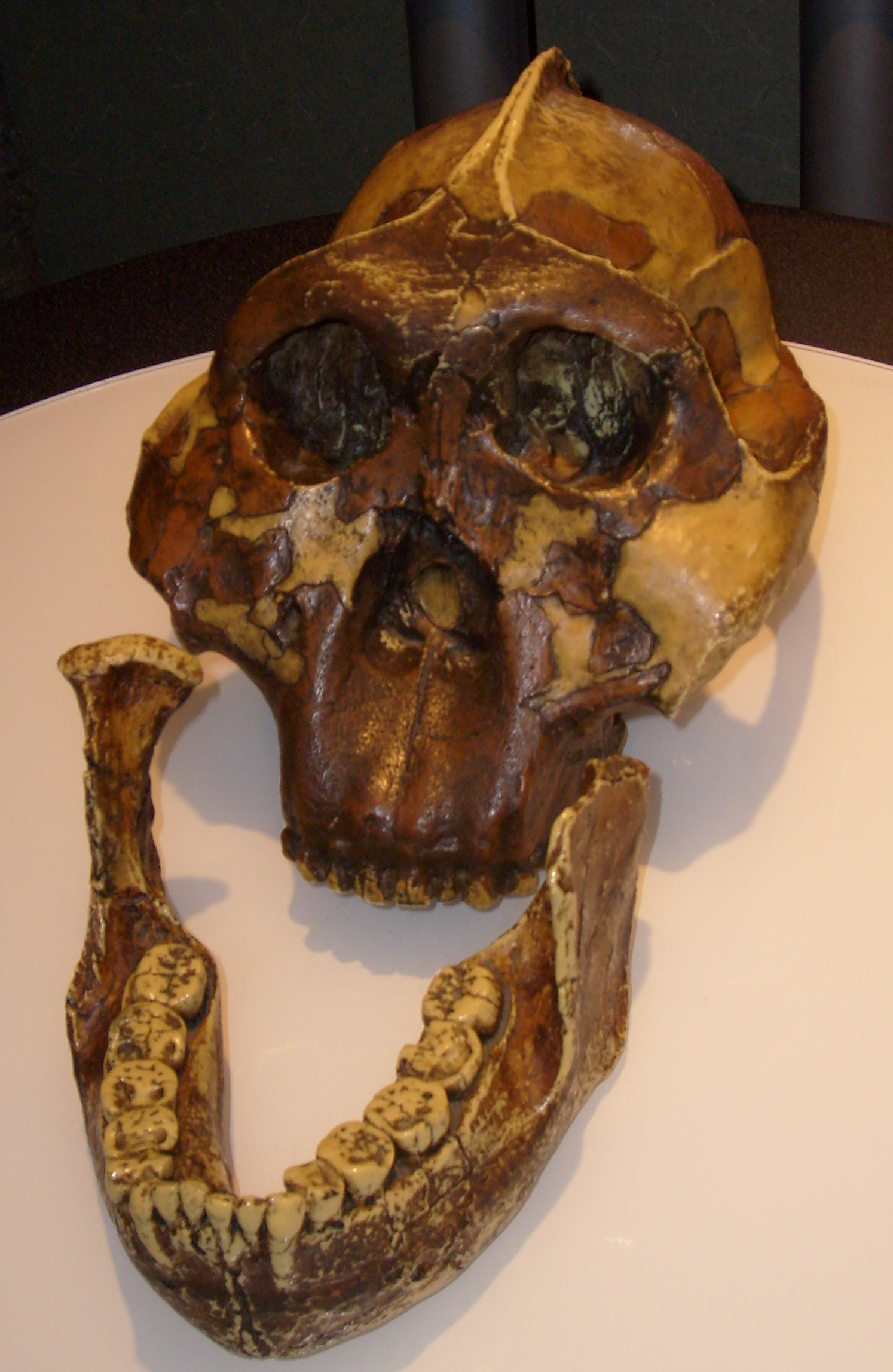
Der Unterkiefer Peninj 1 von Paranthropus boisei, abgebildet mit dem nicht zusammengehörigen Schädel OH 5

Peninj 1 ist die wissenschaftliche Bezeichnung für einen ungewöhnlich gut erhaltenen Unterkiefer eines erwachsenen Paranthropus boisei, der 1964 von Kamoya Kimeu, einem langjährigen Assistenten von Louis Leakey, in Tansania als Oberflächenfund entdeckt wurde. Bei diesem Fossil blieben sämtliche Zähne erhalten, jedoch sind die Backenzähne stark abgerieben, was Rückschlüsse auf die Ernährung von Paranthropus boisei erlaubt.

## Fundort
Fundort des Unterkiefers ist die Fundstätte Peninj (2° 50' Süd; 35° 40' Ost), benannt nach dem von den Massai so bezeichneten, nahen Fluss, der gelegentlich auch als Binini oder Pinyini bezeichnet wird. Es handelt sich um eine Gruppe von rund einem Dutzend Grabungsstellen, aus denen neben Fossilien diverser Tierarten unter anderem auch Steinwerkzeuge aus der Kultur des Acheuléen und des Oldowan geborgen wurden. Die Fundschichten wurden mit Hilfe der Kalium-Argon-Methode auf ein Alter zwischen 2,5 und 1,3 Millionen Jahre datiert.
Peninj liegt westlich des Natronsees unweit der Grenze von Tansania und Kenia und wurde von Richard Leakey vom Flugzeug aus entdeckt, als dieser sich in den 1960er-Jahren der Organisation von Safarireisen widmete. 1964 leitete er gemeinsam mit Glynn Isaac eine Expedition, der auch Kamoya Kimeu angehörte und in deren Verlauf am 11. Januar 1964 das Fossil Peninj 1 entdeckt wurde.

## Bedeutung des Fundes
Das Fossil Peninj 1 war aus einer Schicht zwischen zwei Ablagerungen vulkanischer Herkunft herausgewittert, aus deren Datierung ein Alter von rund 1,5 bis 1,3 Millionen Jahre für den Unterkiefer abgeleitet wurde. Durch die während der Fossilisation auf ihm lastenden Erdschichten weist das Fossil zahlreiche oberflächliche Risse auf, es wurde jedoch nicht deformiert. Einzig der schmale, im obersten Bereich des aufsteigenden Unterkieferasts befindliche knöcherne Muskelfortsatz (Processus coronoideus) fehlt beidseits. Zudem sind die Backenzähne extrem stark abgekaut, bei einigen fehlt der Zahnschmelz komplett, so dass eine genaue Analyse der Zahnkronen und ihrer Höcker nur eingeschränkt möglich ist. Interpretiert wurde dieser Zustand der Bezahnung als Folge von gewohnheitsmäßigem, jahrelangem Verzehr extrem abrasiver Nahrung. In einer 2011 publizierten Studie heißt es, dass zumindest die in Ostafrika heimischen Individuen von Paranthropus boisei vermutlich insgesamt auf relativ harte Steppen-Gräser spezialisiert gewesen sind.
Peninj 1 wurde 1964 von Louis Leakey und Mary Leakey – und nicht von deren Sohn Richard Leakey – erstmals publiziert und zunächst zurückhaltend als „unverkennbar australopithecin“ interpretiert. 1965 wurde der Fund von Phillip Tobias als „Australopithecus boisei“ bezeichnet. Seitdem sich die Abspaltung der Gattung Paranthropus von der Gattung Australopithecus in der Fachwelt durchgesetzt hat, gehört der Unterkiefer zu Paranthropus boisei.

## Belege
1. 1 2  Louis Leakey und Mary Leakey: Recent Discoveries of Fossil Hominids in Tanganyika: At Olduvai and Near Lake Natron. In: Nature. Band 202, 1964, S. 5–7, doi:10.1038/202005a0.
2. ↑  Eintrag Peninj in: Bernard Wood: Wiley-Blackwell Encyclopedia of Human Evolution. Wiley-Blackwell, 2011, ISBN 978-1-4051-5510-6.
3. ↑  Eintrag Peninj 1 in: Bernard Wood: Wiley-Blackwell Encyclopedia of Human Evolution. Wiley-Blackwell, 2011, ISBN 978-1-4051-5510-6.
4. ↑  Thure E. Cerling et al.: Diet of Paranthropus boisei in the early Pleistocene of East Africa. In: PNAS. Band 108, Nr. 23, 2011, S. 9337–9341, doi:10.1073/pnas.1104627108
5. ↑  Phillip Tobias: Australopithecus, Homo habilis, Tool-Using and Tool-Making. In: The South African Archaeological Bulletin. Band 20, Nr. 80, 1965, S. 167–192, doi:10.2307/3887824.